# Seznam francoskih športnikov
Seznam francoskih športnikov je krovni seznam.

## Seznami
- seznam francoskih umetnostnih drsalcev
- seznam francoskih boksarjev
- seznam francoskih kolesarjev
- seznam francoskih nogometašev
- seznam francoskih košarkarjev
- seznam francoskih igralcev rugbija
- seznam francoskih dirkačev
- seznam francoskih sabljačev
- seznam francoskih tenisačev
- seznam francoskih atletov
- seznam francoskih smučarjev